# Carex spicatopaniculata
Carex spicatopaniculata är en halvgräsart som beskrevs av Johann Otto Boeckeler och Charles Baron Clarke. Carex spicatopaniculata ingår i släktet starrar, och familjen halvgräs. Inga underarter finns listade i Catalogue of Life.